# Desaguadero (fiume della Bolivia)
Il Desaguadero (in spagnolo Río Desaguadero) è un fiume che scorre quasi interamente in Bolivia, toccando solo per un breve tratto il territorio peruviano. Il fiume è noto per essere l'unico emissario del lago Titicaca.
Il Desaguadero nasce dalla parte meridionale del lago Titicaca, scorre verso sud e una piccola parte della sua acqua confluisce nel Lago Poopó. In totale ha una lunghezza di 436 km di cui 14, nel corso superiore, fanno da confine fra Bolivia e Perù.
In territorio boliviano, il Desaguadero è utilizzato per l'irrigazione, nonostante l'alto contenuto di sali minerali presente nelle sue acque.
Nel periodo pre-colombiano il fiume erano noto anche con i nomi di Aullagas o Chacamarca.
Il letto e la valle del fiume è geologicamente instabile; i suoi crolli e spostamenti sono responsabili delle variazioni del livello di acqua del lago Titicaca. Durante gli anni Novanta sono stati ritrovati lungo le sponde del lago resti archeologici precolombiani a un livello inferiore rispetto al livello medio attuale; ciò indica chiaramente come il livello dell'acqua nei secoli scorsi fosse più basso.
L'ultimo incremento sostanziale del livello delle acque del Titicaca risale ai primi mesi del 1980. A seguito di questo, Bolivia e Perù, hanno sviluppato con il sostegno dell'Unione Europea un piano di gestione delle risorse idriche di tutto il bacino.

## Affluenti e portata
Il Titicaca non è l'unica fonte del Desaguadero, quest'ultimo, infatti, riceve lungo il suo tragitto verso il lago Poopó numerosi affluenti provenienti dalle Ande, aumentando in modo considerevole la sua portata. Misurazioni effettuate dal 1960 al 1990 hanno dato i seguenti risultati:
- allo sbocco del lago Titicaca: 35 metri cubi al secondo;
- a Calacoto: 52 metri cubi al secondo (prima della confluenza con il fiume Mauri);
- a Ulloma: 77 metri cubi al secondo;
- a Chuquiña: 89 metri cubi al secondo.

Se si tiene conto del fatto che lungo il suo tragitto grandi quantità di acqua vengono sottratte al fiume per l'irrigazione, si può stimare che solo un terzo delle acque del Desaguadero che confluiscono nel lago Poopó provengono dal lago Titicaca.
Il suo affluente più importante è il fiume Mauri.